# 24065 Barbfriedman
24065 Barbfriedman è un asteroide della fascia principale. Scoperto nel 1999, presenta un'orbita caratterizzata da un semiasse maggiore pari a 2,7852412 UA e da un'eccentricità di 0,0971735, inclinata di 2,42900° rispetto all'eclittica.